# Bayesian
El Bayesian fue un superyate de vela de 56 metros construido por el astillero italiano de Perini Navi en Viareggio, y entregado en 2008 bajo el nombre original de Salute. El barco fue reacondicionado por última vez en 2016 y era propiedad de Angela Bacares, esposa del empresario tecnológico Mike Lynch, cuando se hundió el 19 de agosto de 2024. Su valor ascendía a 40 millones de dólares y era considerado insumergible por su alta estabilidad. La Guardia Costera italiana mantiene abierta una investigación para poder reconstruir la dinámica del hundimiento y esclarecer una posible negligencia de su tripulación.

## Diseño y construcción
El Bayesian fue construido con un casco de aluminio de 56 m y un aparejo de cúter de un solo mástil en el astillero de Perini en Viareggio. El mástil de aluminio de 75 m fue diseñado exclusivamente para el yate y en ese momento era el más alto del mundo. Adicionalmente tenía una orza de 50 toneladas retráctil en la quilla que le permitía garantizar su estabilidad en movimiento y con mar gruesa.  Como dispositivos de seguridad, el Bayesian  poseía en cubierta balsas autoinflables de accionamiento automático y baliza roja de advertencia de emergencia.
El barco era uno de los yates de vela más grandes del mundo, sus estructuras y el interior estaban realizados en materiales como sicómoro, abeto, teca, ébano y cuero. Contaba con una cabina de popa tradicional y una cabina de proa de 60 m2 (650 pies cuadrados) totalmente cerrable. El interior del yate fue equipado en estilo japonés por la empresa de diseño francesa Rémi Tessier Design y albergaba seis suites. Fue votado como el mejor interior en los premios International Superyacht Society Awards 2008 y el mejor yate de vela de más de 45 metros en los premios World Superyacht Awards 2009.

## Hundimiento
El multimillonario magnate Mike Lynch estaba celebrando su absolución en su juicio por fraude en San Francisco, con un crucero por el Mediterráneo con su esposa e hija al que había invitado a abogados, socios y amigos. El naufragio se produjo mientras estaban anclados frente a Porticello, un pequeño pueblo de pescadores a unos 15 km de Palermo. Era una noche muy calurosa de 32 °C, había un tripulante de guardia al momento del siniestro, el resto estaban todos en sus respectivos camarotes, incluido el capitán. No hubo advertencia de tormenta a bordo, nadie en el puente vigilando el radar.  Parte de la tripulación avisada de lo que ocurría intentó realizar el protocolo de aseguramiento de la embarcación, pero los acontecimientos ocurrieron de manera acelerada.
El Bayesian se hundió en la madrugada del 19 de agosto de 2024, frente a la costa de Palermo (Sicilia, Italia), durante una tormenta. En ese momento, el barco transportaba 22 personas (10 tripulantes y 12 pasajeros), el máximo de pasajeros que podía albergar, de las cuales 15 fueron rescatadas vivas. Sobre los desaparecidos, primero se recuperó el cuerpo de un miembro canadiense de la tripulación. Entre el 21 y el 23 de agosto se recuperaron seis cuerpos, entre los que estaba el de Mike Lynch, del interior del pecio del naufragio.
El Bayesian se hundió rápidamente hasta una profundidad de 50 metros, después de volcar mientras estaba anclado durante una tormenta, ya que se supuso golpeado por una tromba marina. 
Hubo informes iniciales de que el mástil del barco podría haberse roto, lo que provocó que la embarcación se desequilibrara, pero los buzos de búsqueda y rescate notaron más tarde que el barco parecía estar intacto, lo que sugiere que el mástil no se habría roto. Otros factores en el vuelco podrían haber incluido el agua que entró a través de escotillas y puertas que pudieron haber quedado imprudentemente abiertas por el calor del verano. El yate chocó sobre su lado derecho en el fondo del mar, mientras que los cuerpos de los pasajeros fueron encontrados en los camarotes del lado izquierdo donde, según sugirieron los investigadores, habían buscado refugio. Las investigaciones realizadas a posteriori indican que el Bayesian fue alcanzado subitamente por un tornado que mezcla viento y bajada de agua atmosférica torrencial de más de 90 km/h que inundó en solo un par de minutos el yate que por clima caluroso permanecía con todas sus escotillas abiertas.
La Guardia Costera italiana ha confirmado la identidad de las víctimas del accidente. El primer día un equipo de buzos especializados descendió al lugar del naufragio para realizar una primera inspección. Llegaron al puente principal pero no pudieron entrar para recuperar los cuerpos debido a la presencia de muebles que obstaculizaban el paso. En esa primera inmersión recuperaron el cuerpo de Ricardo Thomas, cocinero del Bayesian.
 En los siguientes días fueron recuperando cadáveres. La muerte de Mike Lynch fue confirmada el 22 de agosto por Massimo Mariani, el prefecto de Palermo.

## Víctimas
- Mike Lynch, fundador de Autonomy Corporation PLC e Invoke Capital, 59 años.[28]
- Hannah Lynch, hija de Mike, 18 años.[29]
- Jonathan Bloomer, presidente de Morgan Stanley International.[30]
- Judy Bloomer, esposa de Jonathan Bloomer.
- Christopher J. Morvillo, socio de Clifford Chance US LLP.[31]
- Nada Morvillo, diseñadora de joyas y esposa de Chris Morvillo.
- Ricardo Thomas, ciudadano de Antigua y Barbuda nacido en Canadá, miembro de la tripulación y cocinero del barco.